# Mitjaevia nanaoensis
Mitjaevia nanaoensis är en insektsart som beskrevs av Fernando Chiang och Knight 1990. Mitjaevia nanaoensis ingår i släktet Mitjaevia och familjen dvärgstritar.
Artens utbredningsområde är Taiwan. Inga underarter finns listade i Catalogue of Life.